# Chiesa di Santa Maria al Lago
La chiesa di Santa Maria al Lago è una chiesa cattolica situata a Torbole sul Garda, frazione del comune di Nago-Torbole in provincia di Trento; è sussidiaria della parrocchiale di Sant'Andrea di Torbole e fa parte dell'arcidiocesi di Trento.

## Storia

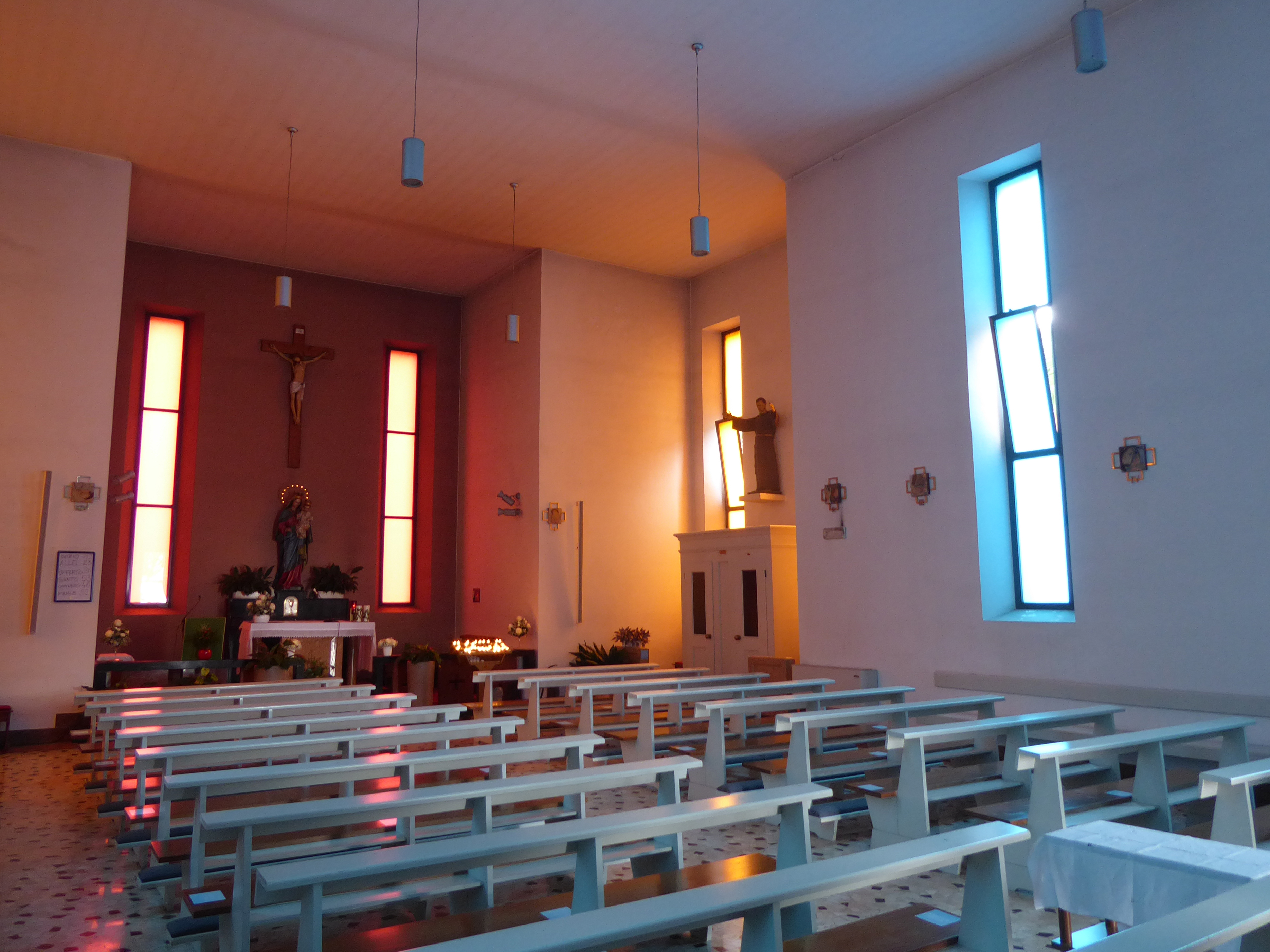
Interno

Nel 1929 il Grand Hotel Torbole venne venduto alla provincia di Pavia, che lo riconvertì in una colonia climatica che arrivò ad accogliere circa quattrocento bambini, più il personale; inizialmente i piccoli pazienti venivano portati a seguire la Messa nella parrocchiale di Torbole, ma poi si decise di evitare qualunque contatto con l'esterno. Dal 1935 le funzioni vennero celebrate in un locale adibito a cappella all'interno dell'ex albergo; nel 1937 venne approvato il progetto per la chiesa, realizzato dal pavese Nino Riccardi, ed essa venne costruita nei due anni successivi all'interno del parco della clinica. 
Nel 1940 ebbe luogo la benedizione dell'edificio, "eretto in onore dei caduti in Africa e in Spagna" e consacrato al Cuore di Gesù e alla Madonna del Rosario, con protettori i santi Rita, Antonio, Chiara e Francesco. Nel 1941 la colonia climatica divenne un preventorio antitubercolare, che restò in attività fino alla soppressione nel 1975.
La chiesetta passò quindi al comune di Torbole; all'inizio degli anni Ottanta il parroco don Tullio Carpella la ribattezzò "chiesa di Santa Maria al Lago" e vi celebrò alcune messe, un'idea che venne tanto apprezzata dai fedeli che entro l'inizio del XXI secolo essa aveva sottratto gran parte delle funzioni alla parrocchiale (la cui posizione la rende nettamente più scomoda), diventando la chiesa più frequentata del paese.

## Descrizione

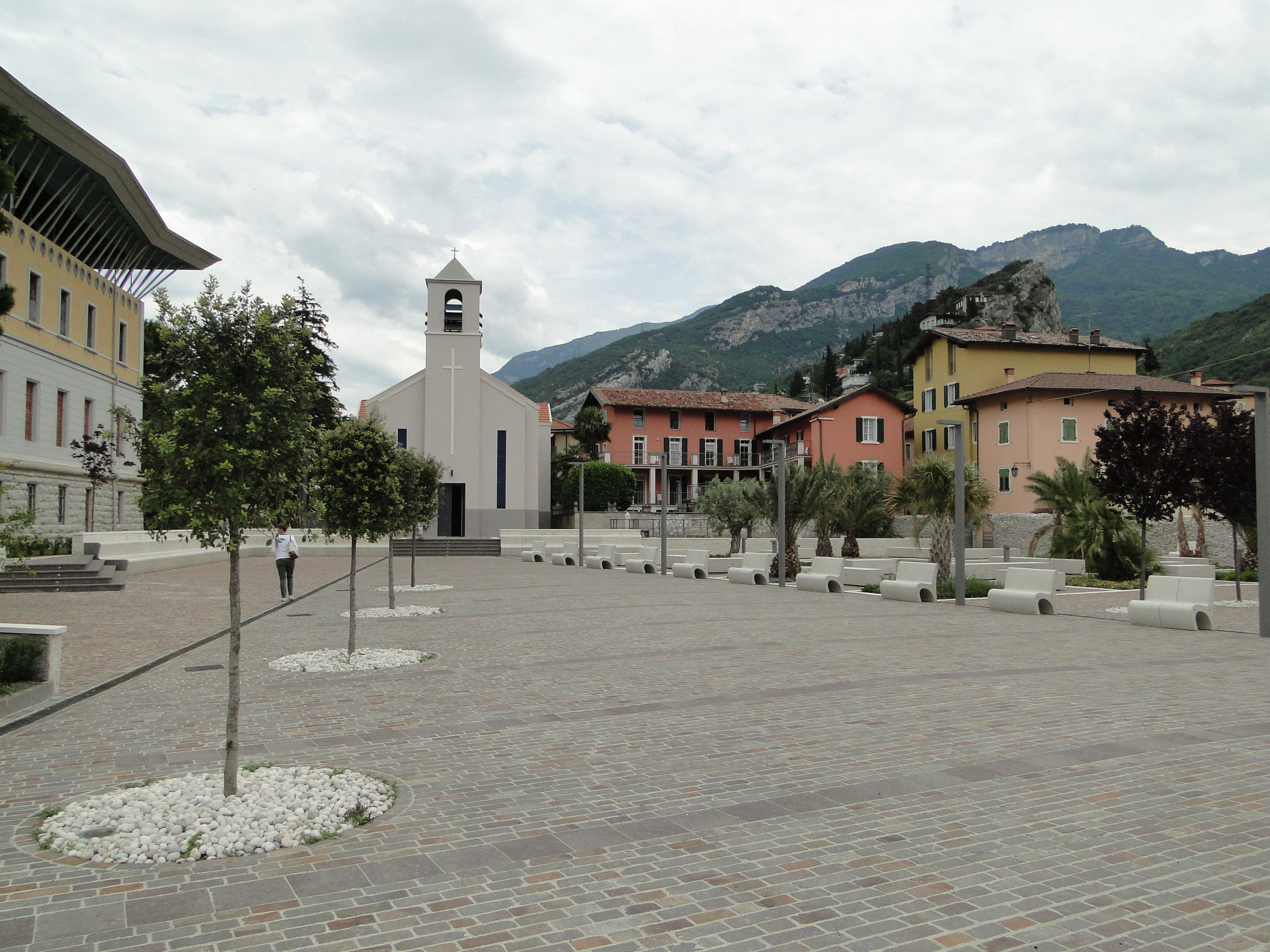
La chiesa nella piazza circostante

### Esterno
La chiesa di Santa Maria al Lago, orientata verso nord, si trova al termine dell'omonimo piazzale, affacciato sul lago di Garda. L'edificio, con facciata a capanna, è di muratura in laterizio intonacato e tinteggiato, percorso da uno zoccolo lungo tutto il perimetro.
Il campanile è incassato nella facciata, leggermente sporgente, con il portale d'accesso che si apre direttamente nel fusto: è una bassa torre a base quadrata, con cella campanaria aperta da monofore e tetto conico. Vi sono dodici alte finestre a feritoia: due sulla facciata, ai lati del campanile, due su ogni lato della navata, due in ogni cappella laterale, e due sulla parete di fondo del presbiterio.

### Interno
L'interno, spoglio e privo di decorazioni significative, ha pianta a croce latina, con due cappelle laterali nei bracci e presbiterio rettangolare, tutti rialzati di un gradino; la navata è pavimentata "alla palladiana", mentre gli altri ambienti con lastre di pietra. In controfacciata vi sono gli accessi per la sagrestia e per il deposito. A seguito dell'adeguamento liturgico effettuato entro il 1975, la mensa dell'altare maggiore è stata spostata al centro del presbiterio; sono stati invece rimossi gli altari che si trovavano nelle cappelle laterali.